# Ne khotju byt vzroslym
Ne khotju byt vzroslym (russisk: Не хочу быть взрослым) er en sovjetisk spillefilm fra 1982 af Jurij Tjuljukin.

## Medvirkende
- Kirill Golovko-Serskij som Pavlik
- Natalja Varlej som Katja
- Jevgenij Steblov som Dima
- Jevgenja Melnikova som Varvara Petrovna
- Jelena Valyusjkina som Sveta
- Jurij Nikulin